# 加州大学洛杉矶分校法学院

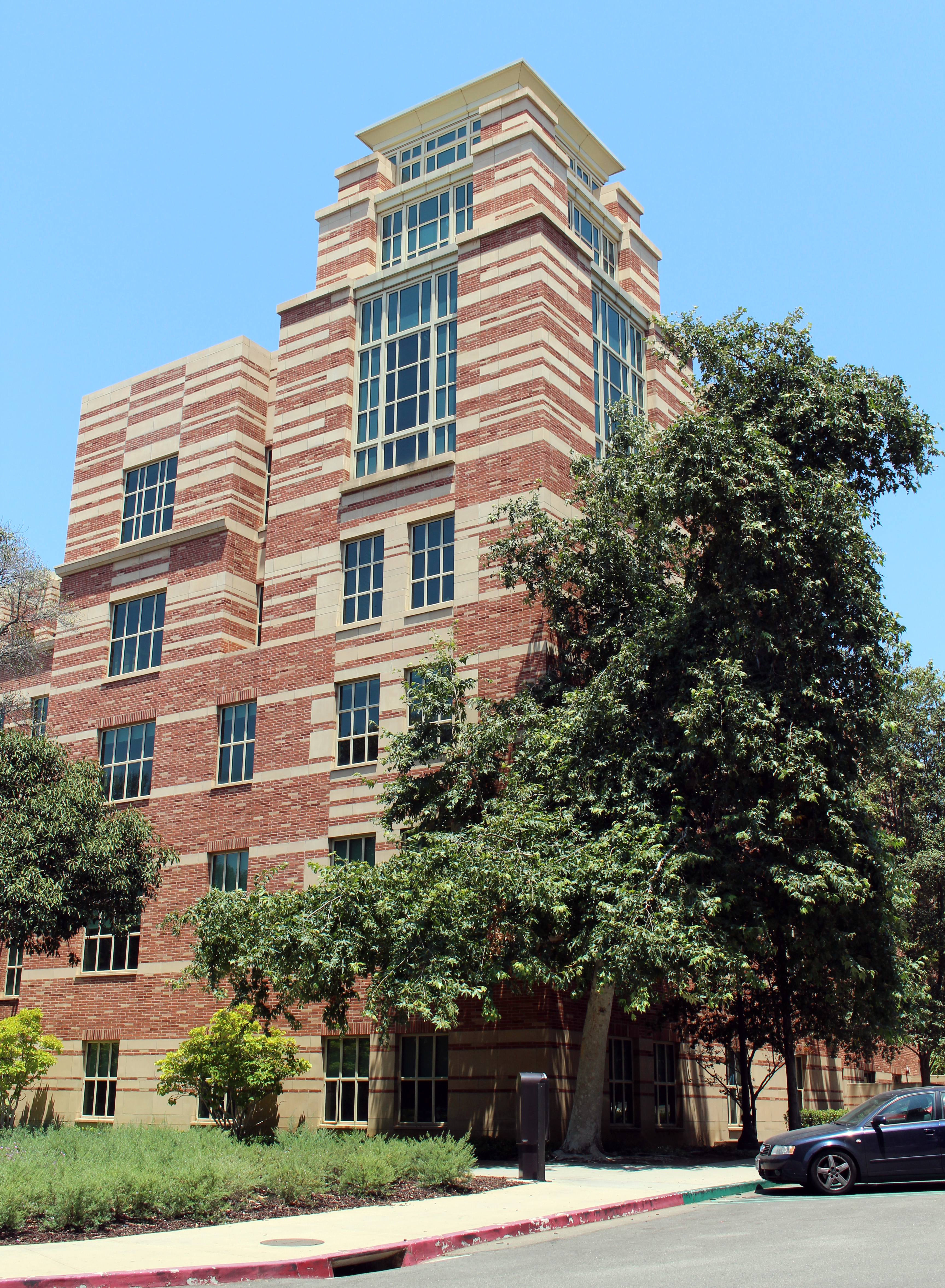
法学院图书馆

加州大学洛杉矶分校法学院（University of California, Los Angeles School of Law，简称 UCLA School of Law）是一所自1949年起在美国加州洛杉矶创设的法学院，附属于加州大学洛杉矶分校。
该学院在《美国新闻与世界报道》的法学院排名里被评为第15名。
该学院是加州大学系统中五所法学院之一。
该学院第一任院长 L. Dale Coffman 招来了已经耄耋之年的哈佛法学院院长罗斯科·庞德，作为该学院第一名教授。
刚开学的时候因为缺少院舍，该学院被迫在简易大棚里上了两年的课。1949年9月，庞德坚持在这样的环境里进行法学院历史上第一次演讲致辞，用的还是拉丁语。